# ییفیم گامبورگ
ییفیم آبراموویچ گامبورگ (روسی: Ефим Абрамович Гамбург؛ ۱۰ ژوئن ۱۹۲۵ – ۱۳ ژوئن ۲۰۰۰) انیماتور اهل اتحاد جماهیر شوروی بود.
از فیلم‌ها یا مجموعه‌های تلویزیونی که وی در آن‌ها نقش داشته است، می‌توان به فانتیک اشاره نمود.